# Débora Balardini
Débora Balardini é diretora de teatro, produtora e artista brasileira radicada na cidade de Nova Iorque. Débora Balardini é co-fundadora e diretora executiva do Grupo .BR, a única companhia de teatro brasileiro na cidade de Nova Iorque.

## Início de vida
Nascida na cidade de Curitiba, no Brasil durante a ditadura militar que durou de 1964 a 1985, Balardini imigrou para Nova Iorque, Estados Unidos, em 1995. Desde sua imigração para os Estados Unidos, ela esteve vivendo e trabalhando principalmente na cidade de Nova Iorque. Débora Balardini estudou Letras com foco em Literatura Portuguesa e Espanhola na Universidade Federal do Paraná, assim como também Dança Moderna e Balé Clássico na Pontifícia Universidade Católica do Paraná (PUC-PR) e na Faculdade de Artes do Paraná, em Curitiba. Como bailarina e atriz de teatro, Debora iniciou sua carreira no Teatro Guaíra em Curitiba, um dos maiores teatros da América Latina. O que ela testemunhou de censura durante a ditadura militar brasileira no final dos anos 80 iriam influenciar sua carreira posteriormente, fazendo com que ela criasse interesse em artivismo. Balardini trabalhou na Argentina, Japão, Chile, França, e em outros países durante diferentes estágios de sua carreira e de sua vida.

## Carreira
Ainda que nascida e educada no Brasil, Balardini radicou-se na cidade de Nova Iorque onde mora e trabalha.
Débora Balardini é co-fundadora e diretora executiva do Grupo .BR, a única companhia de teatro brasileiro da cidade de Nova Iorque. Balardini atuou e produziu na produção original Off-Off-Broadway, Inside the Wild Heart, uma experiência teatral imersiva baseada na vida e nos trabalhos de Clarice Lispector, autora brasileira aclamada.
Balardini dirigiu e atuou na peça The Serpent (A Serpente), uma produção Off-off-Broadway do Grupo .BR. e de autoria do dramaturgo brasileiro Nelson Rodrigues realizada no Teatro LaTea (Nova Iorque) e indicada ao Brazilian International Press Award em 2012. Balardini também dirigiu e atuou na peça Infinite While It Lasts, a primeira produção de site-specífic do Grupo .BR, baseada na vida e obra do poeta e compositor brasileiro Vinicius de Moraes (2013 e 2014).
Balardini é a diretora co-artística do Coletivo de Artistas Nettles, um coletivo de artistas baseado em Nova Iorque e fundado em 2005, com a atriz/produtora Sandie Luna. Com o Nettles, Debora dirigiu e co-produziu Apple of My Eye (Menina dos Meus Olhos), a primeira peça produzida profissionalmente por uma companhia de teatro e escrita e atuada por uma artista com síndrome de Down, Tathi Piancastelli e um elenco de dez atores profissionais. A peça foi reconhecida pela UNICEF pela sua inclusão de pessoas com habilidades diferentes na iniciativa das artes. Debora também dirigiu Bother Line, show Off-off-Broadway concebido e atuado por Gio Miélle. Produzida pelo Nettles, a peça estreou no Punto Space e mais tarde também no The Tank em 2018.
Balardini é uma das três co-fundadoras do Punto Space, um local para eventos e apresentações em Midtown Manhattan, em 2014 e a companhia de teatro em 2014 e que fechou suas portas em 2019. Débora Balardini também foi influenciada pela filosofia e prática de Hata-ioga, tendo se tornado um professora em 2003 (Hatha RYT).

## Trabalhos selecionados
Abaixo, encontra-se uma seleção dos trabalhos de Débora Balardini:

### Teatro
| Ano       | Título                                         | Papel/Crédito          | Observações |
| --------- | ---------------------------------------------- | ---------------------- | --- |
| 2018      | Bother Line                                    | Diretora               | Festival de Teatro United Solo |
| 2018      | Inside the Wild Heart                          | Vários                 | Linda Wise (Pantheatre Company - Paris) |
| 2018/2017 | Bother Line                                    | Diretora               | Punto Space and The Tank |
| 2016      | Inside the Wild Heart                          | Clarice Lispector      | Regina Miranda—8 indicações ao Brasilian International Press Award em 2017; (indicação ao Brasilian International Press Awards Best Theatrical Production em 2017) |
| 2016      | Apple of My Eye/Menina dos Meus Olhos @ Unicef | Diretora               | Produzido pelo Nettles Artists Collective |
| 2015      | Apple of My Eye/Menina dos Meus Olhos @ IHTF   | Diretora               | Produzido pelo Nettles Artists Collective |
| 2013-2014 | Infinite While It Lasts                        | Diretora               | Nomeada pela Innovative Theatre Awards e Brazilian International Press Awards                                                                                      |
| 2011      | Meu Vazio é o Movimento                        | Diretora               | Apresentado no Brazilian Endowment for the Arts (BEA-NY) |
| 1999-2000 | Don Quixote De la Mancha                       | Dulcinéa, Protagonista | The National Theatre of the Performing Arts e Biggs Rosatti Productions – Estados Unidos                                                                           |
| 1994      | Buchner – A Scenic Invocation                  | Marion, Protagonista   | Lusco-Fusco Theatre Co. – Brasil e Argentina |

### Filmes
| Ano  | Título            | Papel/Crédito | Diretora            | Observações                      |
| ---- | ----------------- | ------------- | ------------------- | -------------------------------- |
| 2016 | The Aroma of Pigs | Coreógrafa    | Modesto Lacen       | Porto Rico                       |
| 2008 | Evergreen         | Marylin       | Rolando Sanchez     |                                  |
| 2005 | Box of Buttons    | Maria         | Natasha Louckevitch | Título Original: Caixa de Botões |
| 2003 | A Fronteira       | Carla         | Roberto Carminati   |                                  |

### Televisão
| Ano  | Título                    | Papel/Crédito | Observações |
| ---- | ------------------------- | ------------- | ----------- |
| 2005 | A Haunting in Connecticut | Lee           | Joe Wiecha  |

### Eventos culturais experienciais
| Ano  | Título                            | Papel/Crédito | Observações                                                                        |
| ---- | --------------------------------- | ------------- | ---------------------------------------------------------------------------------- |
| 1998 | Evidence of My Being Nude Body    | Atriz         | Instalação feita por Richard Human—Lance Fung Gallery, Nova Iorque, Estados Unidos |
| 2017 | Clarice's Hour                    | Produtora     | (Recebeu uma indicação ao Brasilian International Press Award)                     |
| 2018 | Group .BR's Sarava! Wild Carnival | Produtora     | Evento experiencial                                                                |
| 2018 | Mend: Listen Now & Listen Good    | Produtora     | Evento experiencial                                                                |
| 2019 | Group .BR's Sarava! Lush Carnival | Produtora     | Evento experiencial                                                                |
| 2019 | Group .BR's Sarava! Sao Joao      | Produtora     | Evento experiencial                                                                |

### Voice-over
| Ano  | Título           | Papel/Crédito |
| ---- | ---------------- | ------------- |
| 2013 | Grand Theft Auto | Voice-over    |

## Educação
| Ano          | Tipos de trabalho/curso             | Professora/Escola                                                                     | Locação                     |
| ------------ | ----------------------------------- | ------------------------------------------------------------------------------------- | --------------------------- |
| 2007-2010    | Técnica Roy Hart                    | Jonathan Hart Mcwaia (aulas particulares)                                             | Nova Iorque, Estados Unidos |
| 2007-Present | Teatro Coreográfico                 | Enrique Pardo no Pantheater Co.                                                       | Paris, França               |
| 2007-Present | Técnica Roy Hart para voz           | Linda Wise, Pantheater Co.                                                            | Paris, França               |
| 2003-2005    | Suzuki Tech., V. Points             | SITI Company NY                                                                       | Nova Iorque, Estados Unidos |
| 1996-1999    | Victoria Hart                       | William Esper Studio (Professora de Técnica Meisner)                                  | Nova Iorque, Estados Unidos |
| 1990-1995    | Bacharelado em Balé e Dança Moderna | Pontifícia Universidade Católica do Paraná (PUC) e Faculdade de Artes do Paraná (FAP) | Curitiba, Brasil            |
| 1991-1995    | Bacharelado em Letras               | Universidade Federal do Paraná                                                        | Curitiba, Brasil            |

## Prêmios selecionados
Alguns dos prêmios selecionados da Débora Balardini são:
- 2019: Prêmio de Impacto Social e Inovação nas Artes[15][16]
- 2017: Prêmio SheRocks de Influencer Artístico do Ano
- 2017: Homenageada pelo 40 Over Forty
- 2016: Brazilian International Press Award